# 沃氏过树蛇
沃氏过树蛇（学名：Dendrelaphis vogeli），一种发现于中国云南省西双版纳州的爬行动物，隶属于游蛇科过树蛇属。种加词取自德国学者格诺特·福格尔（Gernot Vogel）的姓氏，以表彰他对该属长期对亚洲蛇类分类研究的突出贡献。

## 形态特征
沃氏过树蛇头部、身体及尾部背面为铜色，眶后有一条黑色纵纹达颈部；唇部为黄白色。体侧部分背鳞下缘淡蓝色，前段相对致密，形成蓝色网状，在中段后逐渐消失；身体前段具有黑色边缘的背鳞构成明显的横带；身体前段腹面为灰黄色，中、后段为棕黄色。

## 保护
本种于2023年被收录入《有重要生态、科学、社会价值的陆生野生动物名录》。